# 伯茨凱·伊什特萬
伯茨凱·伊什特萬（匈牙利語：Bocskai István，1557年1月1日—1606年12月29日），外西凡尼亞親王，伯茨凱起義的發動者。

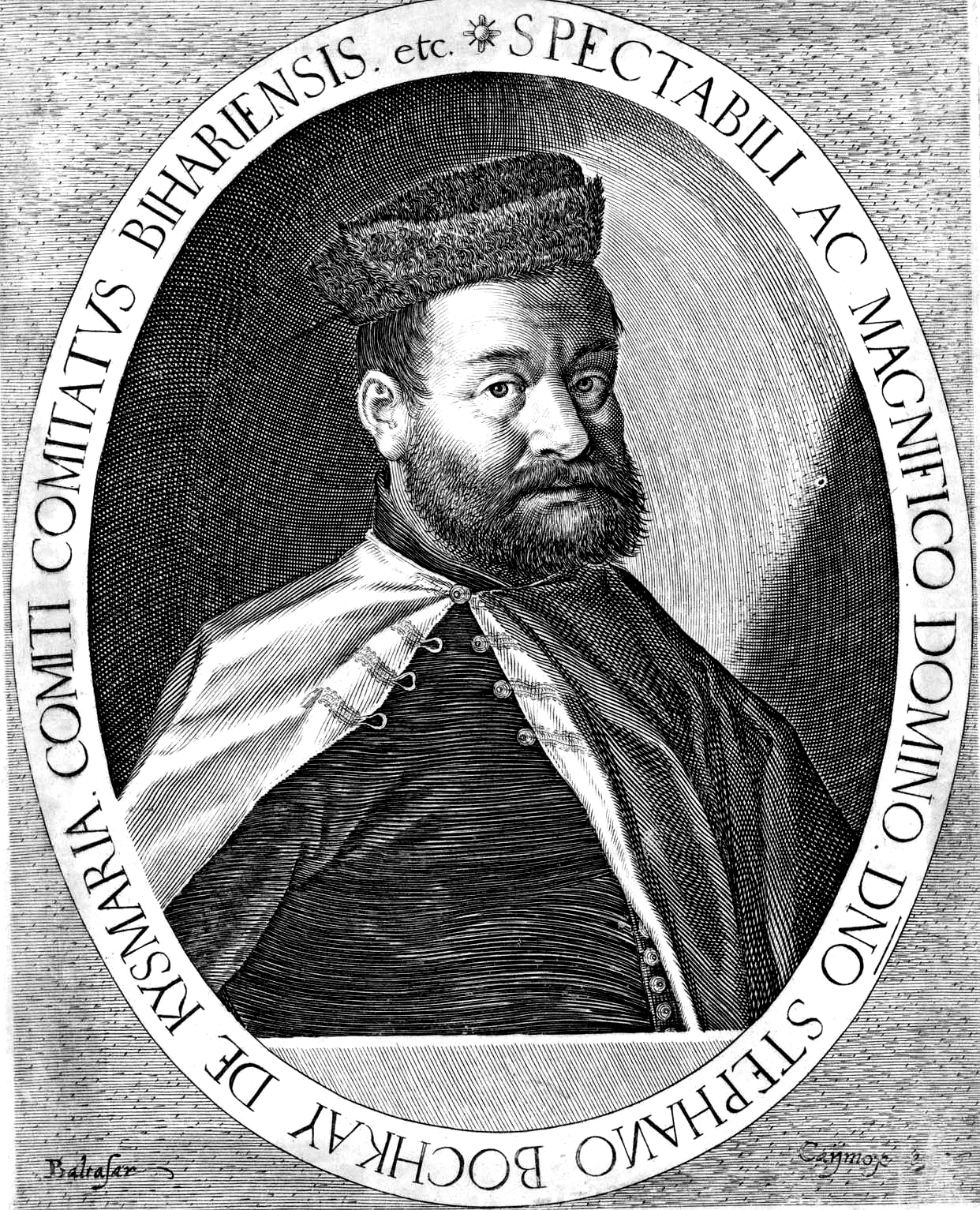
伯茨凱·伊什特萬

伯茨凱·伊什特萬與神聖羅馬皇帝魯道夫二世於1606年簽訂了維也納條約，保障匈牙利人的信仰自由。伯茨凱·伊什特萬在同年底去世。